# Пенчо Хаджилуков
Пенчо Хаджилуков Хаджидеянов е български дарител и революционер, участник в Априлското въстание.
Рорен е в град Панагюрище около 1790 г. Като заможен търговец джелепин в Цариград е един от щедрите ктитори на Храм „Свети Георги“, в същият град по време на градежа му през 1860 г.
По време на подготовката на въстанието, на 22 април 1876 г. в къщата на Пенчо Хаджилуков, група свещеници водена от поп Грую Бански освещава Главното панагюрско знаме, изработено от Райна Попгеоргиева.
След провала на въстанието заедно с група въстаници се оттегля в посока вр. Лисец и се укрива в плевня край с. Поибрене, където е заловен от турците и обесен за краката, с главата надолу, а след тези изтезания е съсечен на части и заровен на лобното място. След това турците опожаряват дома му и заграбват стадата му.
На името на Пенчо Хаджилуков в родния му град един от главните площади е наречен „Пенчо Хаджилуков“.